# Hernán Abel Rossi
Hernán Abel Rossi (Colonia Aldao, Santa Fe, Argentina; 4 de febrero de 1973) es un político argentino, perteneciente a la Unión Cívica Radical. Desde el 10 de diciembre de 2023, es secretario de la Delegación Federal en CABA de la Provincia de Santa Fe. Fue legislador porteño desde 2013 hasta 2017, y presidió el Bloque Suma+ de Martín Lousteau.
Dentro del radicalismo, Rossi es uno de los fundadores y referentes de la Cantera Popular, espacio interno del partido nacido en 2003. Fue candidato a diputado nacional por la Ciudad de Buenos Aires en 2011 y 2017.

## Biografía
Nació en Aldao, un pequeño pueblo del centro de la provincia de Santa Fe, Argentina, un 4 de febrero de 1973. A los 18 años, se radicó en la Ciudad de Santa Fe y, tras una breve incursión en estudios de periodismo, comenzó su carrera política. En 1991, ingresó a la Franja Morada de la Universidad Nacional del Litoral, más precisamente en el Centro de Estudiantes de Derecho, el cual presidió en dos oportunidades. Afín a los ideales reformistas, se afilió en 1993 a la Unión Cívica Radical.
En enero de 2003, fue uno de los protagonistas de la redacción de los 100 consensos básicos, documento fundacional de la Cantera Popular, espacio interno del radicalismo en el que milita desde entonces.

## Gestión Universitaria

### Presidente de la Federación Universitaria del Litoral (2000)
Durante el año 2000, alcanzó la presidencia de la Federación Universitaria del Litoral (FUL), organización gremial-estudiantil que nuclea a todos los Centros de Estudiantes de la Universidad Nacional del Litoral.

### Secretario General de la Mesa Nacional de la Franja Morada (2002)
Fue electo secretario general de la Mesa Nacional de la Franja Morada durante el año 2002, pocos meses después de que Fernando de la Rúa renunciara a la Presidencia de la Argentina. Durante su gestión, se logró retener la conducción de la Federación Universitaria Argentina. 

## Instituto Moisés Lebensohn (IML)
En el año 2004, Rossi participó, en su carácter de presidente de la Juventud Radical, en la fundación del Instituto Moisés Lebensohn (IML), una organización sin fines de lucro que tiene por objetivo la formación de cuadros políticos y contribuir al fortalecimiento democrático.
El IML desarrolla desde entonces una activa estrategia de presencia en todo el territorio del país, con una treintena de filiales y ha logrado convertirse en una de las principales usinas ideológicas del radicalismo argentino. Rossi fue presidente del instituto desde 2018, año de su relanzamiento, hasta 2023.

## Cargos políticos

### Presidente del Comité Nacional de la Juventud Radical (2004)
En el año 2003, asumió como presidente del Comité Nacional de la Juventud Radical. En 2005, al ser consultado por el diario El Día acerca de la gestión del presidente Néstor Kirchner, Rossi aseveró que “está gozando de una primavera económica, pero hay serias dudas de que esté utilizando esa situación de crecimiento para encarar las reformas estructurales a concretar en Argentina que permita una distribución de la riqueza, en primer lugar, y un crecimiento sostenido en el tiempo”.

### Candidato a diputado nacional por la Ciudad de Buenos Aires (2011)
En 2011, fue candidato a diputado nacional por la Ciudad de Buenos Aires con la lista "Unión para el Desarrollo Social" junto al exfiscal Manuel Garrido, quien ingresa a la Cámara de Diputados.

### Legislador de la Ciudad de Buenos Aires (2013-2017)
Fue elegido diputado de la Legislatura de la Ciudad Autónoma de Buenos Aires con mandato 2013-2017 y se desempeñó como jefe del Bloque SUMA +. Durante el período 2013-2015 integró las comisiones de Salud, Seguridad, Comunicación Social y Derechos Humanos. En el año 2016, integró las comisiones de Derechos Humanos y Junta de Ética.

### Candidato a diputado nacional por la Ciudad de Buenos Aires (2017)
En 2017, fue candidato a diputado nacional por la Ciudad de Buenos Aires en la lista "Evolución Ciudadana", liderada por el economista Martín Lousteau.

### Secretario general de la Convención Nacional de la Unión Cívica Radical (2022 - presente)
El 27 de mayo de 2022, fue elegido secretario general de la Honorable Convención Nacional de la Unión Cívica Radical, máximo órgano del radicalismo, que tiene, entre sus atribuciones, establecer la política de alianzas del espacio.

### Jefe de Gabinete del Ministerio de Desarrollo Económico y Producción de la Ciudad de Buenos Aires (2022-2023)
Desde febrero de 2022, se desempeñó como jefe de Gabinete en el Ministerio de Desarrollo Económico y Producción de la Ciudad de Buenos Aires.

### Secretario de la Delegación Federal en CABA de la Provincia de Santa Fe (2023 - presente)
El 10 de diciembre de 2023, fue designado secretario de la Delegación Federal en CABA de la Provincia de Santa Fe.